# Nephrotoma bicristata
Nephrotoma bicristata är en tvåvingeart som beskrevs av Alexander 1967. Nephrotoma bicristata ingår i släktet Nephrotoma och familjen storharkrankar. Inga underarter finns listade i Catalogue of Life.